# Hans Dorn (Landschaftsarchitekt)
Hans Dorn (* 4. Oktober 1928 in Elm bei Schlüchtern, Hessen, heute ein Stadtteil von Schlüchtern; † 31. Dezember 2018 in Frankfurt am Main) war ein deutscher Landschaftsarchitekt und Aktivist der Landschaftsarchitektenverbände.

## Leben
Nach dem Abitur studierte Hans Dorn ab 1948 in Schweden, in der Schweiz sowie in Deutschland und schloss das Studium mit dem Titel Ingenieur ab. 1957 gründete er das Planungsbüro Hans Dorn Garten + Landschaft, das seinen Sitz in der Holbeinstraße 17 in Frankfurt am Main hatte. Das Büro befasste sich schwerpunktmäßig mit der Objekt- und Landschaftsplanung sowie Gartendenkmalpflege.
Ebenfalls 1957 wurde Dorn Mitglied des Bundes Deutscher Landschaftsarchitekten (bdla) und der Deutschen Gesellschaft für Gartenkunst und Landschaftskultur (DGGL). Von 1983 bis 1990 war er Vorsitzender der bdla-Landesgruppe Hessen.
Dorn engagierte sich frühzeitig auf internationaler Ebene – in der Internationalen Föderation der Landschaftsarchitekten (IFLA). Er war IFLA-Delegierter des bdla, Präsident des IFLA-Komitees Historic Gardens – Cultural Landscapes sowie IFLA-Delegierter im Weltkulturerbekomitee der UNESCO.
Sein internationales Wirken würdigte der IFLA-Präsident James Hayter mit den Worten: „Seine Führungsrolle in der Internationalen Föderation der Landschaftsarchitekten, insbesondere als Vorsitzender des Internationalen Wissenschaftlichen Ausschusses für Kulturlandschaften von ICOMOS IFLA, ist bedeutend und hat zu einem besseren Verständnis von Politik und Praxis in diesem Bereich geführt. (…) Hans Dorn zeichnete sich durch sein globales Verständnis sowohl des Landschaftsarchitekturberufs als auch des schnellen Entstehens von Kulturlandschaften als eines der bestimmenden Attribute unseres Berufsstandes aus.“
Nachdem Hans Dorn sein Unternehmen in Frankfurt nach über 50 Jahren Tätigkeit, die er 2007 mit seinen Mitarbeitern feierte, geschlossen hatte, war er noch in kleinerem Umfang in seinem Geburtsort Schlüchtern (Gundhelmer Straße 11) tätig. Dr. h. c. Hans Dorn verstarb im Alter von 90 Jahren.

## Veröffentlichungen
- Parkplätze. Anregungen zur sinnvollen Gestaltung; ein Beitrag zur menschlichen Stadt, Kuratorium Kulturelles Frankfurt [1977].
- Herausgeber in Zusammenarbeit mit Deutschem Zentrum für Handwerk und Denkmalpflege, Propstei Johannesberg Fulda e. V.; Landesgartenschau Fulda 1994: Der Wandel vom Barockgarten zum englischen Landschaftsgarten. Vorträge des internationalen Kongresses in Fulda 1994, Hans Dorn Garten + Landschaft im Auftrag von International Federation of Landscape Architects, Frankfurt am Main 1995.
- Der Schlosspark Ramholz, hrsg. Gesellschaft zur Förderung der Gartenkultur, Hamburg 2006, ISBN 978-3-9811343-0-8.